# Zhang Xuan
Zhang Xuan (xinès tradicional: 張萱, xinès simplificat: 張萱, pinyin: Zhāng Xuān; Wade-Giles: Chang Hsüan) (713–755) va ser un pintor xinès que va viure durant la Dinastia Tang (618–907).
Zhang Xuan va pintar moltes peces d'art, una de les seves pintures més conegudes és Dames de la Cort Preparant un Nou Teixit de Seda, de la qual una sola còpia sobreviu pintada per l'Emperador Huizong de Song (r. 1100–1125) en el segle XII. Ell també pintà l'Eixida Primaveral de la Cort Tang, la qual més tard seria refeta per Li Gonglin.